# Launchpad
M/Y Launchpad är en megayacht tillverkad av Feadship i Nederländerna. Hon sjösattes i augusti 2022 och levererades i februari 2024 till sin ägare, den amerikanske IT-entreprenören Mark Zuckerberg. Prislappen för megayachten landade på 300 miljoner amerikanska dollar.
Megayachten designades exteriört av Espen Øino medan interiören designades av Zuretti. Den är 118 meter lång och har en kapacitet upp till 26 passagerare fördelat på 13 hytter. Launchpad har också en besättning på 49 besättningsmän.